# Pazifikspiele 2023/Fußball
Bei den XVII. Pazifikspielen 2023, die auf den Salomonen stattfanden, wurden zwei Wettbewerbe im Fußball ausgetragen. Am Turnier der Männer nahmen zwölf, am Turnier der Frauen zehn Mannschaften teil. Die Spiele wurden in der Zeit vom 17. November bis zum 1. Dezember 2023 in drei Stadien (National Stadium, Lawson Tama und SIFF Academy Field) in Honiara ausgetragen.

## Schiedsrichter
- Kavitesh Behari
- Torika Delai
- Calvin Berg
- Campbell-Kirk Kawana-Waugh
- David Yareboinen
- Ben Aukwai
- Bernard Mutukera
- Timothy Niu
- Shama Maemae
- Norbert Hauata